# Ramón Picarte Mujica
Manuel Felipe Ramón Picarte Mujica más conocido como Ramón Picarte Musica (9 de junio de 1830 - 1884?) fue un científico chileno, siendo el primero que nació y se educó en un Chile independiente. Fue un científico chileno destacado en el ámbito del siglo XIX y es considerado por sus biógrafos el primer científico chileno formado en el país que desarrolla su obra en Chile. Anteriormente hubo otros científicos chilenos, entre ellos el destacado naturalista Abate Molina que desarrolló su obra en el exilio.
(Las notas del artículo que sigue están tomadas de una fuente de divulgación, que a su vez es una reproducción casi literal de partes del artículo original citado.)

## Primeros años
Ramón Picarte (hijo) nace el 9 de junio de 1830 del matrimonio entre Ramón Picarte (padre) y Carmen Mujica. Su padre, debido a su destacadas acciones en las guerras de independencia (bajo el mando de los Carrera) empezó como sargento, llegando a ser comandante de la guarnición de Valparaíso. Ese Ramón Picarte se opuso a las tendencias autoritarias y elitistas de Diego Portales y fue expulsado del ejército, muriendo en la pobreza.
Nada se sabe y quizás poco interesan los estudios primarios del joven Ramón. En las escuelas de aquella época, regidas por el decreto educacional de 1832, se aprendía lectura, escritura, doctrina cristiana, las cuatro operaciones de la aritmética, y algunas nociones de moral y de urbanidad. Se consideraba más que suficiente para los ciudadanos comunes y corrientes.

## Formación media y superior
La educación media era medianamente paupérrima. Dedicada a aquellos que aspiraban a ser profesionales, consistía en dos electivos básicos: humanidades (para quienes estudiarían Derecho) y matemáticas (para quienes serían Agrimensores). Mientras los cursos de matemática eran más cortos, los de humanidades conducían a una posición más estable y próspera.
Ramón llegó al Instituto Nacional en 1840. Tuvo como compañeros, del área de humanidades, al grupo que más tarde fuera conocido como el ‘curso de los notables’: el novelista Alberto y sus hermanos Guillermo y Joaquín Blest Gana; Miguel Luis Amunátegui y su hermano Víctor, ambos historiadores de renombre; Diego Barros Arana, uno de los padres de la historiografía chilena; Eusebio Lillo, poeta y autor de la letra del himno nacional y Pedro León Gallo, destacado político, entre otros.
Sin embargo, su vocación fue más fuerte que su conveniencia económica. Picarte pronto se dedicó en profundidad al estudio de la matemática y álgebra/aritmética.
Felizmente para su desarrollo, la enseñanza de las matemáticas se había depositado en manos de don Andrés Antonio Gorbea, para quien ‘las matemáticas eran parte esencial de la educación del Liceo’, pues ‘enseñan a pensar y pueden considerarse como lógica verdadera’. Gorbea no detuvo su enseñanza en los límites del decreto de los aspirantes a agrimensores; sus lecciones comprendían además geometría analítica, cálculo de probabilidades, álgebra superior, series, cálculo diferencial y cálculo integral.
Picarte se tituló de Agrimensor General de la República en 1852. Gracias a sus habilidades matemáticas logró en 1854 la posición de profesor de matemáticas en la Escuela Militar. Domeyko, examinador de la Escuela Militar en ese ramo, informaba el 5 de enero de 1856: ‘He tomado parte el 13 de diciembre en el examen de álgebra de la Academia Militar y en general (quedé) muy satisfecho de la contestación de los alumnos, tanto por el método que se observa en la enseñanza del ramo como por la aplicación que muestran los alumnos’.

## Desarrollos de sus ideas y desilusión
En aquellos días la aplicación de las matemáticas dependía del uso de tablas -de la misma manera que ahora depende en computadoras. Picarte era familiar con ellas y pronto fue capaz de traducir y mejorar las tablas de logaritmos más usadas, aquellas de Joseph Lalande, como se comentó en Francia: "reducidas a 41 páginas y aumentadas con las partes proporcionales de las diferencias, correspondientes a los logaritmos de los números y a los logaritmos de los arcos. M. LeVerrier, Director del Observatorio Imperial, ha hecho de esta obra una acogida muy benévola."
Sin embargo, Picarte no se quedó ahí y procedió a inventar y desarrollar una nueva forma de hacer divisiones, que le permitió publicar una Tabla de División que transformaba esa operación (en todos los números hasta 10.000) en una simple suma. En todo, Picarte fue capaz de preparar, además de esa tabla de división, una Tabla de Logaritmos mucho más perfecta que la de Lalande; una Tabla de partes proporcionales y unas tablas de multiplicación, que dan todos los productos de los números hasta 10.000.
Es difícil explicar a los no matemáticos la importancia y magnitud del esfuerzo. Las tablas de Lalande eran por esos días las más populares existentes en el mundo, y estaban en el bolsillo de todo agrimensor, navegante, ingeniero, comerciante, etc. Tablas de división y multiplicación había pocas y servían sólo para un rango de números muy pequeño; aun así, y hasta la invención de las reglas de cálculo, era lo único que quien fuera necesitaba usar matemática podía usar cuando se necesitaba trabajar, como se diría ahora, con precisión de dos o tres decimales. El solo extender las tablas de multiplicación hasta el diez mil es equivalente a incrementar el poder y exactitud de esas tablas en varios órdenes de magnitud.
Arrebatado de entusiasmo, Picarte hizo examinar sus tablas por gente familiar con el tema, obteniendo de ellos sólo una ``fría aprobación. Intentó luego vender sus derechos de autor, en una módica suma, a personas que pudieran financiar su publicación y luego ponerlas en venta, pero nadie se aventuró en tal empresa. Se dirigió al gobierno en busca de apoyo financiero y las respuesta fue la misma: frialdad, indiferencia, incredulidad. Parece que la sensación de inferioridad de los chilenos frente a los extranjeros para crear y aplicar conocimientos alcanzaba también al centro mismo del Estado.
Quizás tal juicio sea demasiado duro. ¿Quién podía en el Chile de aquella época, sin matemáticos, asegurar, con autoridad, que las tablas del joven Picarte eran superiores a las tablas de Lalande, gran astrónomo francés? Además, la obra de Picarte no encajaba en el proyecto de desarrollo nacional de la época, eminentemente práctico, que propiciaba el gobierno de Montt. Por ejemplo, para los cálculos realizados por Pissis en el levantamiento de la carta geográfica del territorio nacional o los estudios astronómicos de Moesta, eran suficientes las tablas existentes importadas de Europa. En los planes del gobierno tampoco estaba el apoyo financiero a investigaciones científicas, que se creían prescindibles en el corto plazo.
Quizás haya alguna lección en todo eso. Como Gorbea dijo: "nada contribuye tanto a los rápidos progresos de una juventud ansiosa de saber, como la remoción de cuantos obstáculos puedan oponerse a ello siendo "uno de los mayores la suma escasez en que nos hallamos de libros elementales que traten de las diferentes ramas que constituyen las ciencias exactas.

## Viaje a París y triunfo
En este cuadro, no es sorprendente que Picarte, convencido del valor de su invento y tenaz como su padre, luego de su experiencia negativa con sus pares chilenos, decidiera ir a buscar una validación de su obra a la "Nación Modelo'" misma.
A comienzos de 1857, Picarte, con sólo lo que tenía en los bolsillos viaja a Francia (vía Perú, Panamá e Inglaterra) para presentar sus tablas en Europa. Tal era su pobreza que necesitó mendigar ayuda de algunos conocidos en Perú y en Inglaterra tuvo que vender su reloj para solventar los gastos del último tramo de su viaje.
Una vez en París, y siguiendo el consejo de algunos matemáticos, Picarte trabajó durante cinco meses, con dos ayudantes, para poner su trabajo "en limpio" a fin de presentarlo a la Academia de Ciencias Francesa, lo que finalmente sucedió en 1859. La recepción es mejor explicada por un periódico francés de la época:
"Un joven matemático de Santiago de Chile, don Ramón Picarte, dejaba no hace mucho su Patria y atravesaba los mares para abordar las escalas del Instituto [Academia de Ciencias]. Su valor y perseverancia obtenían una recompensa bien preciosa en el juicio que de él se formaba en la sesión de la Academia del 15 de febrero último, en la que recibía las gracias de los Académicos y al mismo tiempo se le animaba para la publicación de sus obras." El informe de la Academia está firmado por los famosos matemáticos Hermitte, Mathieu y Bienaymé.
Picarte se quedó por algún tiempo en Francia para editar sus tablas, de cuya venta obtuvo una buena entrada por sus derechos de autor. Tuvieron gran acogida en Francia, Inglaterra, Portugal, Bélgica, Países Bajos, etc.
En Santiago el público se apresuró a rendirle homenaje, mediante una suscripción voluntaria, ofreciéndole un obsequio pecuniario que se le hizo entrega a través del cónsul general de Chile en Francia. El Gobierno se apresuró a nombrarlo adicto a la Legación de Chile en Francia pues "había puesto el nombre de Chile en los círculos científicos más prestigiosos del mundo y el Consejo de la Universidad de Chile y la Facultad de Ciencias Físicas y Matemáticas, lo nombro "miembro corresponsal de la Universidad en la Facultad de Ciencias Matemáticas y Físicas", como reconocimiento a sus méritos científicos.
Picarte finalmente volvió a Chile en 1862, colmado de gloria, probando con su esfuerzo, tenacidad y perseverancia que en un país pobre, aislado y sin tradición científica también se puede hacer ciencia de buena calidad.

## Regreso y Amarguras
En 1862 Picarte volvió al país. En octubre se incorporó oficialmente a la Facultad de Ciencias Físicas y Matemáticas. Permaneció allí como miembro académico sin hacer docencia hasta principios de los 90, asistiendo regularmente a los eventos de la Universidad.
Libre de preocupaciones pecuniarias, se dedicó a desarrollar su capacidad intelectual: patentó a finales de la década del 60 tres inventos: la bomba-sifón, el sifón a vapor, y las bombas impelentes a vapor.
Sin embargo, son las cuestiones del bienestar social las que constituyeron su preocupación central en ese tiempo. En Europa conoció de cerca los esfuerzos que allá realizaban intentando resolver "el problema de la felicidad pública", que como afirmaba el socialista Charles Fourier, primo del famoso matemático Joseph Fourier, "hasta ahora ha sido un escollo insuperable para las ciencias políticas y morales [...] El solo aspecto de los indigentes que llenan las ciudades nos demuestra que los torrentes de luces filosóficas no son sino torrentes de tinieblas." El mismo Fourier se preguntaba: ``¿Por qué fatalidad las ciencias modernas, que han alcanzado una perfección gigantesca en la física y en las artes [geometría] han permanecido pigmeas en la ciencia bastante secundaria de la política? y se proponía aplicar las metodologías que tanto éxito habían dado en las ciencias exactas para lograr el desarrollo social. Esta ideas eran atractivas para una matemático con inclinaciones sociales.
A partir de lo anterior, Picarte desarrolló y difundió una ingeniosa teoría, aparentemente basada en lo que en la época se conocía como "sociedades mutuales", después se entendió como parte de un "socialismo utópico" y ahora se verían quizás como acción comunitaria: cajas de ahorro, préstamo y seguros sindicales o cooperativas, etc. Ya en su memoria de incorporación a la Universidad: "Importancia de la Institución de Seguros de la Vida, y proyectos sobre el particular que son susceptibles de establecerse en Chile", explica a grandes rasgos cómo veía el problema y la solución:
"He aquí el problema que he querido resolver: Hallar algún medio práctico que permita al hombre pobre pero trabajador, el asegurar con economías a su alcance, un porvenir a su familia sin el temor de su muerte prematura, y un porvenir a sí propio que le de una vejez honorable y sin inquietud por el pan cotidiano (....) Desde que tomé conocimiento de las teorías de los seguros de vida, vi que este problema estaba en gran parte resuelto, por lo menos teóricamente. Al pensar en los medios prácticos que permitiesen su introducción entre nosotros, he necesitado modificar notablemente las reglas deducidas de la pura teoría. (.....) Señores, es un hecho que hay en nuestra capital un gran número de trabajadores en quienes se encuentran las condiciones de edad, salud y que pueden con mucha facilidad ahorrar diariamente 5 y medio centavos.
En adición, ideó, organizó e impulsó diferentes sociedades cooperativas de artesanos y trabajadores en Santiago; intentó implementar sociedades comunitarias de ayuda y bien común; finalmente se estableció en la zona de Chillán donde trabajó afanosamente en estos proyectos.
En 1863, logró organizar una sociedad de sastres y otra de zapateros en Santiago. Sin embargo no es sino hasta 1864 que pudo abocarse a su plan maestro: la Sociedad Trabajo para Todos, una sociedad de consumo y producción, sociedad de socorros mutuos y caja de ahorros del pueblo, organizada de acuerdo a sus cálculos y teorías. El folleto que hizo circular indicaba que la sociedad procuraría alimentos sanos y baratos, suprimiendo intermediarios en las compras, trataría de reducir los gastos de habitación mediante el arrendamiento por la sociedad de varias propiedades que serían subarrendadas a los socios a bajo precio; también proporcionaría trabajo a sus miembros alentándolos a que produjeran diversas clases de artículos y fomentando el intercambio de productos entre ellos. Una vez que la Sociedad proporcionara beneficios, ampliaría el radio de sus actividades, incluyendo socorros mutuos, ahorro y construcción de viviendas populares entre otras. Para conseguir los capitales necesarios para el impulso inicial, Picarte esperó por un largo tiempo el apoyo añorado en la realización del Proyecto. No es difícil imaginar los resultados: al igual que sus sociedades de artesanos, este proyecto fracasó, según indican los periódicos de la época.
Picarte no desfalleció. En su afán de servicio público, en 1865 obtuvo su título de Abogado con una memoria sobre bancos emisores. Expone allí la necesidad de organizar nosotros mismos nuestro crédito público "para que realmente seamos una nación soberana. Y agrega: "Sólo se necesita que lo queramos, que nos creamos ya hombres capaces de ser tales; que dejemos pronto esas tristes preocupaciones que nos hacen mirar con cierto respeto lo que viene de esa caduca Europa".

Si bien fracasó en esas empresas, parece posible que tal fracaso no fuera gran sorpresa. Ya al comienzo había comentado:
"Si el pueblo llegara a comprender que una sola de estas asociaciones instituida en vista del interés general bastaría, donde se estableciera, para resolver el problema de la extinción del pauperismo, pronto [se] vendrían por tierra muy altos y arraigados elementos de aquella sociabilidad [que hoy criticamos] para dar paso a una nueva forma. Y acaso también los poderes tiránicos ven su propio interés vinculado en mantener ese caos de imprevisión, de miseria y ajiotaje".
Del resto de su vida es poco lo que se sabe. En 1869 se casó con la joven Clorinda Pardo, hija del Coronel Pardo, y se estableció definitivamente en Chillán. Al parecer la pareja no tuvo hijos. Hizo noticia nuevamente en 1883, cuando patentó sus Grandes Tablas de Logaritmos a doce decimales, a ser publicadas en Francia, con el apoyo financiero del gobierno chileno bajo decreto del 26 de abril de 1883. En 1884 viajó a Francia por motivos aun desconocidos. Volvió a Chile intermitentemente.